# プラタップ・ナガー駅
プラタップ・ナガー駅（英語 Pratap Nagar。ヒンディー語 प्रताप नगर）は、インドデリーにあるデリー・メトロレッドラインの駅である。
| スタブアイコン | サブスタブ | この項目は、まだ閲覧者の調べものの参照としては役立たない、鉄道に関連した書きかけの項目です。この項目を加筆・訂正などしてくださる協力者を求めています（P:鉄道/PJ:鉄道）。 |